# Campeonato Mundial de Ciclismo em Pista de 1976
O LXXIII Campeonato Mundial de Ciclismo em Pista celebrou-se na Monteroni di Lecce (Itália) entre o 7 e o 10 de setembro de 1976 baixo a organização da União Ciclista Internacional (UCI) e a Federação Italiana de Ciclismo.
As competições realizaram-se no Velódromo de Ulivi da cidade italiana. Ao todo disputaram-se 7 provas, 5 masculinas (3 profissionais e 2 amador) e 2 femininas.

## Medalhistas

### Masculino profissional
| Evento                 | Ouro                                  | Prata                        | Bronze                   |
| ---------------------- | ------------------------------------- | ---------------------------- | ------------------------ |
| Velocidade individual  | John Nicholson · Austrália            | Giordano Turrini · Itália    | Yoshikazu Sugata · Japão |
| Perseguição individual | Francesco Moser · Itália              | Roy Schuiten · Países Baixos | Knut Knudsen · Noruega   |
| Médio fundo            | Wilfried Peffgen · Alemanha Ocidental | Cees Stam · Países Baixos    | Walter Avogadri · Itália |

### Masculinoamador
| Evento      | Ouro                                        | Prata                                          | Bronze                                                    |
| ----------- | ------------------------------------------- | ---------------------------------------------- | --------------------------------------------------------- |
| Médio fundo | Gabriël Minneboo · Países Baixos            | Bartolomé Caldentey Espanha                    | Rainer Podlesch · Alemanha Ocidental                      |
| Tándem      | Polónia · Janusz Kotliński · Benedykt Kocot | Tchecoslováquia · Ivan Kučírek · Miloš Jelínek | União Soviética · Anatoli Yablunovski · Vladimir Semenets |

### Feminino
| Evento                 | Ouro                                     | Prata                       | Bronze                           |
| ---------------------- | ---------------------------------------- | --------------------------- | -------------------------------- |
| Velocidade individual  | Sheila Young · Estados Unidos            | Sue Novara · Estados Unidos | Iva Zajíčková · Tchecoslováquia  |
| Perseguição individual | Cornelia van Oosten-Hage · Países Baixos | Luigina Bissoli · Itália    | Mary Jane Reoch · Estados Unidos |

## Medalheiro
| # | País               | Medalha de ouro | Medalha de prata | Medalha de bronze | Total |
| - | ------------------ | --------------- | ---------------- | ----------------- | ----- |
| 1 | Países Baixos      | 2               | 2                | 0                 | 4     |
| 2 | Itália             | 1               | 2                | 1                 | 4     |
| 3 | Estados Unidos     | 1               | 1                | 1                 | 3     |
| 4 | Alemanha Ocidental | 1               | 0                | 1                 | 2     |
| 5 | Austrália          | 1               | 0                | 0                 | 1     |
| 5 | Polónia            | 1               | 0                | 0                 | 1     |
| 7 | Tchecoslováquia    | 0               | 1                | 1                 | 2     |
| 8 | Espanha            | 0               | 1                | 0                 | 1     |
| 9 | Japão              | 0               | 0                | 1                 | 1     |
| 9 | Noruega            | 0               | 0                | 1                 | 1     |
| 9 | União Soviética    | 0               | 0                | 1                 | 1     |
|   | TOTAL              | 9               | 9                | 9                 | 27    |